# Anton Schiller

Anton Schiller, 2007

Anton Schiller (* 5. Juni 1923 in Wien; † 9. April 2019) war ein österreichischer Volleyballspieler und -trainer sowie Mitbegründer des österreichischen Volleyballverbandes.

## Leben
Schiller war Proponent des österreichischen Volleyballverbandes (ÖVV) und auch selbst Volleyballspieler in den Vereinen SC Haus der Jugend, ASK Bau-Montage Sektion Volleyball, ÖMV blau-gelb. Außerdem war er Volleyballtrainer, so auch als Nationaltrainer der Frauen. Schiller war überdies auch Präsident des ASV Perchtoldsdorf.
Anton Schiller war verheiratet und hat zwei Söhne.